# Guerra Pírrica
A Guerra Pírrica ou Guerra de Pirro (280–275 a.C.) foi uma complexa série de batalhas e de mutáveis alianças políticas entre os gregos antigos (especificamente o Epiro, o Reino da Macedônia e as cidades-estado da Magna Grécia), os povos italianos (principalmente a República Romana, os samnitas e os etruscos) além dos cartagineses. A maior parte dos relatos históricos do conflito se concentram na luta de Pirro do Epiro contra os romanos, que tinham os cartagineses como aliados. Apesar de Cartago ter de fato prometido ajudar Roma em 280 a.C., é incerto qual ajuda foi providenciada e qual a sua importância para o resultado da guerra. No final do conflito, os cartagineses se envolveram em sua própria guerra contra Pirro na Sicília.
O conflito começou como um pequeno conflito entre Roma e a cidade de Tarento sobre uma violação de um tratado naval por um dos cônsules romanos. Porém, Tarento havia ajudado o monarca grego Pirro do Epiro em seu conflito com Córquira e pediu ajuda dele contra os romanos. Pirro ainda se envolveu numa série de conflitos internos da Sicília e também na batalha siciliana contra o domínio cartaginês.
O envolvimento de Pirro reduziu a influência regional cartaginesa drasticamente. Na Itália, seu envolvimento aparentemente não foi tão efetivo, mas teve implicações de longo prazo. A Guerra Pírrica provou que as cidades da Grécia Antiga e as colônias independentes da Magna Grécia já não eram mais capazes de se defender e que as legiões romanas já eram capazes de competir com os exércitos dos reinos helênicos — os poderes dominantes no Mediterrâneo na época. Esta predominância abriu o caminho para o predomínio romano sobre as cidades da Magna Grécia e ajudou muito na consolidação do poder romano na Itália. O sucesso romano em uma guerra internacional também deu-lhes a confiança necessária para enfrentar a rivalidade cartaginesa, o que culminaria na Primeira Guerra Púnica (264–241 a.C.) dez anos depois.
Linguisticamente, a Guerra Pírrica deu origem à expressão "vitória pírrica", um termo que descreve uma vitória alcançada a um custo muito alto. Sua origem está na descrição de Plutarco da reação de Pirro ao reporte de que havia vencido uma batalha: "Se formos vitoriosos em mais uma batalha contra os romanos, estaremos completamente arruinados".

## Contexto

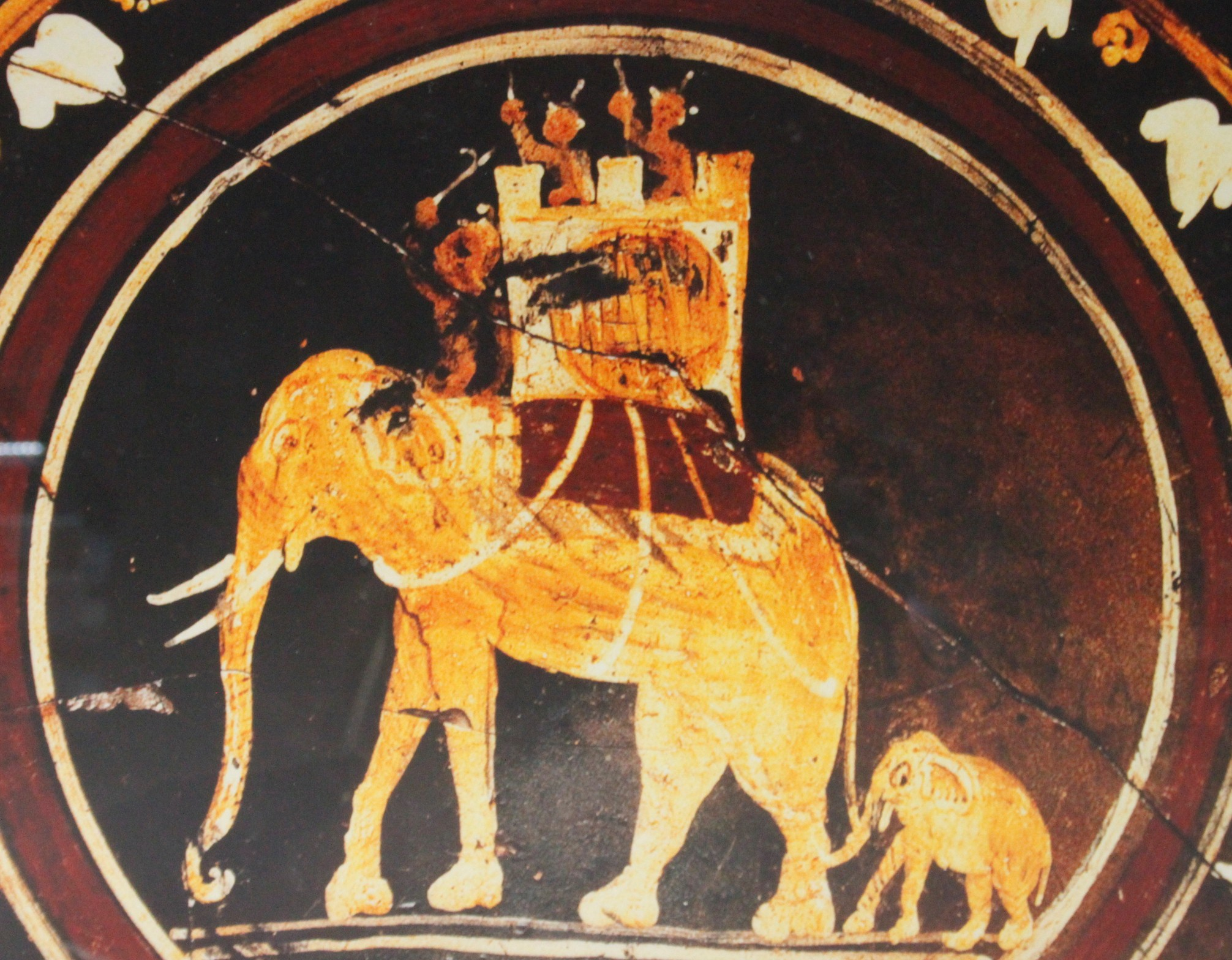
Prato etrusco com a imagem de um elefante de guerra, uma arma enfrentada pelos romanos pela primeira vez durante a Guerra Pírrica.
No Museu Nacional Etrusco

Para o norte do território romano do Lácio ficavam as antigas cidades etruscas e para o sul do recém-conquistado Sâmnio estavam as cidades-estado da Magna Grécia: cidades politicamente independentes no sul da Itália e na Sicília, habitadas por colonos gregos a partir dos séculos VIII e VII a.C.. Tanto na Sicília como na Itália, o conflito entre esses grupos era constante. A Segunda Guerra Latina (340–338 a.C.) havia colocado o Lácio sob o domínio romano e a resistência dos samnitas contra o controle romano estavam terminando com a última das Guerras Samnitas (343–290 a.C.).
A colcha de retalhos de culturas italianas e sicilianas resultaram em conflitos constantes e muitas mudanças de território; e, nas décadas anteriores, Roma passou a expandir sua influência. Porém, Roma era um "poder local italiano" e jamais havia interferido antes nas relações internacionais do Mediterrâneo ou posto suas forças à prova contra às culturas gregas dominantes. A Guerra Pírrica alteraria tudo isso.

## Tarento pede ajuda
Em 282 a.C., Roma recebeu um pedido de ajuda militar da cidade de Túrio (em latim: Thurii) numa disputa contra uma outra cidade. Roma enviou uma frota até a baía de Tarento, um ato que violava um antigo tratado entre Roma e a cidade de Tarento que vetava aos romanos o acesso às águas tarentinas. Enfurecidos pelo que consideraram uma agressão hostil, os tarentinos atacaram a frota, afundando diversos navios e expulsando o resto. Os romanos ficaram chocados e furiosos com o incidente e enviaram diplomatas para tentar resolver a situação. Porém, as negociações azedaram e Roma acabou declarando guerra a Tarento.
Em busca de reforços, Tarento então buscou ajuda militar entre os gregos e pediu ao rei do Epiro que a ajudasse na guerra contra os romanos. Pirro, provavelmente com a intenção de construir um vasto império, viu aí uma oportunidade e aceitou.

## Início da guerra
Em 280 a.C., Pirro desembarcou na Itália com 25 000 soldados, incluindo uma boa quantidade de elefantes de guerra. Um exército romano com cerca de 50 000 legionários, liderado pelo cônsul Públio Valério Levino, foi enviado até o território da Lucânia, onde a primeira batalha foi travada perto da cidade de Heracleia. Durante a batalha, um elefante ferido levou os demais ao pânico e arruinou o que poderia ter sido uma vitória completa de Pirro. As listas de baixas variam de 7 000 a 15 000 para os romanos e de 4 000 a 13 000 para os gregos.
Esta batalha foi crucial para atestar a estabilidade da República Romana, pois Pirro esperava que as demais cidades itálicas se revoltassem e se juntassem a ele. Porém, os romanos já haviam estabilizado a região e somente umas poucas tribos se juntaram de fato aos gregos.

## Batalha de Ásculo

Mapa das cidades-estado da Magna Grécia e seus dialetos

Em 279 a.C., Pirro lutou a segunda grande batalha da guerra em Ásculo. Desta vez em escala muito maior, um combate de dois dias nas colinas da Apúlia. O general romano Públio Décio Mus conseguiu utilizar o terreno acidentado para reduzir a efetividade da cavalaria grega e seus elefantes. Assim, o primeiro dia terminou de forma indecisiva. No segundo, Pirro realizou um outro ataque com elefantes apoiados pela infantaria que finalmente conseguiu sobrepujar as posições romanas. Décio Mus perdeu cerca de 6 000 homens e Pirro, 3 500.
Essa batalha, contudo, não foi considerada gloriosa e, segundo o historiador grego Plutarco, Pirro teria dito que "mais uma destas iria arruiná-lo completamente", dando origem à expressão "vitória pírrica".

## Aliança romana com Cartago
Pirro em seguida ofereceu uma trégua aos romanos, que se recusaram a conversar enquanto Pirro estivesse em território italiano. Ápio Cláudio Cego, responsável pela construção da Via Ápia, já muito velho e cego, exortou os romanos a recusarem qualquer negociação com Pirro, que, na época, só queria a liberdade para Tarento e seus aliados. Pirro então tentou se aliar a Cartago contra Roma, mas os cartagineses, que viam em Pirro uma ameaça muito maior do que nos romanos, não apenas se recusaram como enviaram um esquadrão de sua frota pela foz do Tibre para ajudar os romanos. O terceiro tratado romano com Cartago foi firmado e criou uma aliança entre as duas cidades contra Pirro. O resultado foi limitar os planos de Pirro no ocidente a agressões contra cidades-estado gregas que ele estaria supostamente tentando proteger.

## Campanha na Sicília
Veteranos de Agátocles, acampados em Messina, ofereceram ajuda a Pirro, mas a Campânia e a maior parte do sul da Itália permaneceram neutros. Apenas a Etrúria acreditou que a situação pendia contra os romanos e se aliou a Pirro, mas rapidamente descobriu seu erro.
Depois de duas campanhas nas quais, apesar de ter sempre vencido suas batalhas, Pirro perdeu mais homens do que poderia, o rei grego rumou para a Sicília em 278 a.C. para ajudar os gregos da ilha, que estavam sendo pressionados pelos cartagineses. Os romanos tiveram pouca dificuldade em lidar com suas guarnições e aliados na península itálica.
Os cartagineses não esperaram ser atacados e, quando Pirro foi para a Sicília, já estavam cercando Siracusa, a principal cidade grega, e tentavam sobrepujar sua frota. Pirro escapou, porém, e conseguiu repelir o exército cartaginês, capturando as cidades de Panormo e Érice. Pirro foi sucessivamente conquistando todas as cidades da Sicília que estavam sob domínio cartaginês; algumas à força, enquanto outras se rendiam prontamente. Já dominava todo o território siciliano com exceção de Lilibeu, uma cidade que era necessária para o controle da Sardenha. Depois de cercar a cidade por dois meses, percebeu que não conseguiria sobrepujar suas fortificações e nem efetuar um bloqueio naval, o que o obrigou a levantar o cerco e recuar.
Enquanto isto, as perdas de Pirro foram se acumulando e o envio de reforços era raro e difícil. Na Itália, os romanos arrasaram novamente o território dos samnitas apesar da derrota na Batalha do monte Cranita. Além disso, Tarento estava sob pesada pressão romana e Pirro passou a temer ficar aprisionado na Sicília entre as frotas romana e cartaginesa. Em um movimento desesperado, ele voltou para a Itália para realizar uma última campanha. Durante a travessia, em 276 a.C., foi derrotado na Batalha do estreito de Messina, perdendo mais da metade de sua frota.

## Batalha de Malevento

As zonas de influência no Mediterrâneo em

Em 275 a.C., Pirro já estava de volta à Itália. Ele enfrentou os romanos na cidade de Malevento ("mau evento"), no sul da península, e foi decisivamente derrotado depois que os romanos finalmente aprenderam a lidar com seus lanceiros e elefantes. Os legionários sabiam que podiam ferir os elefantes utilizado seus pilos, as pequenas lanças de atirar que haviam passado a usar durante as Guerras Samnitas, o que os levava ao pânico e geralmente os colocava em debandada frenética pisoteando as próprias linhas gregas. Este aprendizado seria útil posteriormente durante as Guerras Púnicas.
Depois da batalha, os romanos rebatizaram a cidade como "Benevento" ("bom evento"), reconhecendo a vitória sobre Pirro, que recuou para Tarento e lá ficou até o final da guerra. Logo depois ele deixou a Itália para sempre, deixando apenas uma forte guarnição na cidade. Ele havia perdido dois terços de seu exército durante a guerra e pouco tinha para mostrar como resultado. Suas palavras de despedida foram memoráveis:
| “ | Que campo de batalha estou deixando para Roma e Cartago! | ” |

Ele mal havia acabado de embarcar quando Tarento se rendeu aos romanos (272 a.C.) e os tarentinos foram tratados com leniência, o que lhes valeu uma certa medida de autonomia. Em troca, os tarentinos reconheceram a hegemonia romana na Itália e se tornaram um dos aliados, permitindo a instalação de uma guarnição romana. Outras cidades-estado gregas e as tribos brútias, que viviam nas valiosas florestas da região, também se renderam, passando a suprir Roma com navios e tripulações no futuro. Porém, algumas cidades gregas ainda se viam como aliadas e não como súditas de Roma nessa época.

## Consequências
A vitória sobre Pirro foi muito importante assim como a derrota de um exército grego que lutava na tradição militar de Alexandre, o Grande, e era comandada pelo mais habilidoso comandante da época. Além disto, os exércitos gregos eram considerados as mais efetivas forças militares no mundo à época. Em 272 a.C., Pirro morreu — uma versão conta que em decorrência de uma luta de rua em Argos, atingido por uma telha na cabeça lançada por uma mulher; tonto, ele caiu do cavalo e foi morto por um soldado.
Depois da vitória sobre Pirro, Roma passou a ser reconhecida como uma grande potência no Mediterrâneo, um fato evidenciado pela abertura de uma embaixada permanente de Ptolemeu II Filadelfo, o rei do Egito ptolemaico, em Roma, em 273 a.C..
Novas colônias romanas foram fundadas no sul para assegurar o controle do território. No norte, a última cidade etrusca livre, Volsínios, se revoltou e foi destruída em 264 a.C.. Lá também foram fundadas novas colônias romanas para consolidar o domínio romano na Etrúria.
Roma passou a controlar, a partir de então, toda a península Itálica, do Estreito de Messina até a fronteira apenina com os gauleses ao longo dos rios Arno e Rubicão.

## Cronologia
- 281 a.C..
  - A cidade de Tarento pede ajuda a Pirro do Epiro para reconquistar o controle de Córcira.
  - O cônsul Públio Cornélio Dolabela enviou uma expedição exploratória de dez navios ao longo da costa sul da Itália.
  - Filócaris de Tarento entende que a expedição de Dolabela era uma violação de um antigo tratado naval e ataca a expedição, afundando quatro navios e capturando outro.
  - Tarento ataca a guarnição romana em Túrio, derrotando-a e saqueando a cidade.
  - Roma envia uma embaixada a Tarento, que foi rejeitada e insultada pelos tarentinos.
  - O Senado Romano declara guerra.
  - O cônsul Lúcio Emílio Bárbula encerra as hostilidades contra os samnitas e marchara para Tarento.
  - Os tarentinos pedem proteção a Pirro contra os romanos; Pirro é encorajado depois de consultar o Oráculo de Delfos.
  - Pirro se alia a Ptolemeu Cerauno e consegue ajuda do Reino da Macedônia para sua expedição à Itália.
- 280 a.C.
  - Pirro enviou Cineas com uma força de vanguarda até Tarento.
  - Pirro cruza o Adriático.
  - Pirro chega à Itália trazendo consigo elefantes de guerra para suportar seu exército.
  - Os samnitas se juntam a Pirro.
  - Pirro oferece termos aos romanos.
  - Uma guarnição romana foi enviado a Régio.
  - Pirro derrota os romanos na Batalha de Heracleia.
  - Locros e outras cidades desertam.
  - Duas novas legiões romanos alistadas pelo cônsul Públio Valério Levino são lançadas contra Pirro, reforçadas pelas já existentes legiões de Tibério Coruncânio, vindas da Etrúria.
  - Pirro marcha para Roma e chega até Anâgnia, no Lácio.
  - Pirro se retira para a Campânia.
  - Cineas chega em Roma como embaixador de Pirro e, sem sucesso, tenta angariar apoio com subornos.
  - O Senado rejeita os termos de paz de Pirro depois de um inflamado discurso de Ápio Cláudio Cego.
  - Cineas retorna a Pirro e chama o Senado Romano de "parlamento de reis".
  - Caio Fabrício Luscino é enviado em missão até Pirro para negociar a libertação de prisioneiros de guerra. Pirro tentou subornar Fabrício e, depois de fracassar, soltou os prisioneiros sem exigir resgate.
  - Pirro invade a Apúlia e enfrenta um exército romano.
  - Pirro derrota os romanos na Batalha de Ásculo, mas sofre pesadas perdas.
  - Magão, um almirante cartaginês, oferece apoio aos romanos e um novo tratado é assinado entre Roma e Cartago.
  - Magão visita o acampamento de Pirro em sua viagem de volta de Roma.
- 279 a.C.
  - Quando Fabrício descobre um complô do médico de Pirro para envenená-lo, envia emissários para alertá-lo.
  - A guarnição romana em Régio se revolta e captura a cidade.
  - Os sicilianos enviam uma embaixada a Pirro pedindo a ajuda dele contra os cartagineses e Pirro concorda.
  - Os mamertinos se aliam aos cartagineses e tentam evitar que Pirro cruze para a Sicília.
  - Cineas vai até Roma novamente, mas fracassa novamente.
  - Pirro deixa a Itália e cruza para a Sicília.
  - Pirro negocia uma paz entre Tinião e seus inimigos em Siracusa.
  - Embaixadas de muitas cidades sicilianas chegam até Pirro ofereceram apoio.
  - Pirro é proclamado rei da Sicília.
  - Pirro toma Acragas e trinta outras cidades pertencentes ao seu tirano, Sosístrato.
  - Pirro ataca o território dos cartagineses na Sicília.
  - Pirro captura Érice.
  - As demais possessões cartaginesas na Sicília passam para o controle de Pirro.
  - Pirro derrota os mamertinos.
- 278 a.C.
  - Começam as negociações entre Pirro e Cartago.
  - Pirro se prepara para atacar Lilibeu.
  - Pirro manda executar Tinião de Siracusa por suspeitas de traição e seu comportamento despótico o torna impopular entre os sicilianos.
  - Pirro abandona o cerco de Lilibeu.
  - Os itálicos apelam a Pirro que retorne para ajudá-los.
  - Pirro derrota os cartagineses numa batalha final.
- 277 a.C.
  - Samnitas e tarentinos derrotam os romanos na Batalha do Monte Cranita, em Sâmnio.
  - Os dois cônsules romanos devastam o território dos aliados de Pirro na Itália.
- 276 a.C.
  - Pirro deixa a Sicília e retorna para a Itália; ele é atacado e derrotado pela frota cartaginesa no caminho.
  - Mânio Cúrio Dentato alista um exército para lutar contra Pirro.
  - Pirro saqueia a cidade de Locros e o templo de Perséfone.
  - A tropa de Pirro é atingida por uma tempestade depois de deixar Locros.
  - Pirro pede ajuda a Antígono II Gônatas, da Macedônia, para continuar a guerra na Itália.
  - Hierão, um general de Siracusa, se alia a Pirro.
  - Pirro tenta alistar soldados em Sâmnio.
- 275 a.C.
  - Os romanos derrotam Pirro na Batalha de Malevento.
  - Pirro pune alguns tarentinos por traição.
  - Pirro deixa a Itália; fim da guerra entre Roma e Pirro.

### Fonte primária
- Lívio, Ab Urbe Condita, livros XXI a XXXIX